# كياثون شجري
كياثون شجري (الاسم العلمي:Cyathea arborea) هو نوع من النباتات يتبع جنس الكياثون من الفصيلة الكياثونية.